# Новий Мир (Міякинський район)
Новий Мир (рос. Новый Мир, башк. Новый Мир) — присілок у складі Міякинського району Башкортостану, Росія. Входить до складу Міякібашевської сільської ради.
Населення — 304 особи (2010; 355 в 2002).
Національний склад:
- росіяни — 39%